# Zygaenidae
Los zigénidos (Zygaenidae) son una familia de lepidópteros glosados del clado Ditrysia mayoritariamente tropicales, pero con numerosas especies, también en las regiones templadas. Se conocen unas 1000 especies.

## Características
Los zigénidos son diurnos y vuelan con un característico aleteo lento. Las antenas son claviformes (terminan en una maza). Las alas tienen generalmente coloraciones metálicas y con frecuencia conspicuas manchas; se trata de colores de advertencia ya que son tóxicas (contienen cianuro de hidrógeno) en todos sus estadio de su desarrollo.
Las larvas son robustas y a veces aplanadas. Tienen la cabeza cubierta por una expansión carnosa del tórax.

## Historia natural
La mayoría de las larvas de zigénidos se alimentan de plantas herbáceas, pero algunas atacan árboles. Las larvas de las subfamilias Chalcosiinae y Zygaeninae almacenan el cianuro en unas cavidades y lo excretan en forma de pequeñas gotas para defenderse.